# Секвоя в Артеку
Секвоя в Артеку. Обхват 5,58 м. Висота 35 м. Вік близько 200 років. Росте в Артеку, Крим, у парку Верхнього табору в «Гірському» біля «Російської поляни». Має 8 дупел. Вимагає лікування і заповідання.

## Ресурси Інтернету
- Фотогалерея самых старых и выдающихся деревьев Украины  [Архівовано 8 квітня 2014 у Wayback Machine.]

## Виноски
1. 1 2   Шнайдер С. Л., Борейко В. Е., Стеценко Н. Ф. 500 выдающихся деревьев Украины. — К.: КЭКЦ, 2011. — 203 с.